# Scleria valdemuricata
Scleria valdemuricata är en halvgräsart som beskrevs av Georg Kükenthal. Scleria valdemuricata ingår i släktet Scleria och familjen halvgräs. Inga underarter finns listade i Catalogue of Life.